# Anthony Tapia
Anthony Tapia (Barranquilla, Atlántico, Colombia; 16 de enero de 1987) es un futbolista colombiano. Juega como mediocampista.

## Trayectoria

### Inicios
Nació en el seno de una humilde familia de un modesto barrio de Barranquilla. Fue allí donde comenzó a jugar al fútbol. Desde siempre Anthony estuvo rodeado por el fútbol y siempre soñó con ser futbolista. Su padre que dirige un negocio familiar fue jugador amateur y actualmente dirige una escuela de fútbol que lleva el nombre de su hijo. Su hermano estuvo en las inferiores de América de Cali, pero se quedó en el camino.
Tapia comenzó a jugar en el equipo de su colegio, el San Judas Tadeo, conjunto en el que aprendió a las órdenes de un sacerdote que ejercía como técnico. Posteriormente pasó al Club Johann, uno de los conjuntos filiales del Junior Barranquilla. De esta forma Anthony fue quemando etapas hasta que se produjo su gran explosión, concreta mente jugando con la Selección Atlántico en el Torneo de Selecciones Departamentales, en el que el joven futbolista fue comparado a Riquelme, aunque Tapia destacaba además de por su manejo, por su velocidad de movimientos y su rapidez mental.
Las cualidades de este chico no pasaron desapercibidas para los grandes conjuntos del Fútbol Profesional Colombiano por lo que Deportivo Cali se hizo con sus servicios.

### Deportivo Cali
En las filas de Deportivo Cali trabajó bajo la tutela del buen técnico de inferiores Sergio "Checho" Angulo. Ha sido Campeón juvenil de Colombia.[cita requerida] Su enorme proyección en el juvenil de Deportivo Cali le permitió debutar con tan solo 16 años en el primer equipo ante el Atlético Huila.
Tapia es un volante de creación y clara proyección ofensiva, que puede actuar también en la posición de mediapunta. Destaca por su facilidad en el manejo y la conducción del balón y por su velocidad de movimientos y su rapidez mental.

### Boyacá Chicó
Entre 2009 y 2010 jugó con el Boyacá Chicó donde marcó 2 goles en la Copa Libertadores 2009 y 12 más en el torneo local, goles de mucha factura, ya sea de pelota quieta o de media distancia. Para el 2011 sale del equipo,

### Deportivo Cali
Se va al Deportivo Cali. En enero de 2012, debido a la crisis económica del club 'Azucarero', le entregan sus derechos deportivos.

### Deportivo Pasto
A Mediados del 2013, Tapia pasó al Deportivo Pasto, que ya participaba en la Copa Sudamericana de ese año, donde su equipo llegó a octavos de final.

### Deportes Copiapó
En diciembre de 2013, fue transferido al Deportes Copiapó de la Primera B de Chile y eso significó que el equipo chileno, se convierte en el primer equipo de Tapia en el extranjero.

### Sport Boys
El 7 de enero de 2016 sería oficial su llegada al Sport Boys de la Primera División de Bolivia.
Su debut sería el 23 de enero de enero jugando 40 minutos en el empate a un gol en su visita a San José.

## Selección nacional
Con la selección colombiana estuvo presente en el Mundial sub-17, donde fue uno de los mejores del combinado colombiano. De la misma forma ha estado presente en los torneos de Toulon en Francia y en el Nereo rocco en Gradisca (Italia), tras el cual permaneció una semana entrenando con Udinese junto a estrellas de la talla de Roberto Sensini, Marek Jankulovski y David Pizarro.

## Clubes
| Club                | País                | Año                 | Goles |
| ------------------- | ------------------- | ------------------- | ----- |
| Deportivo Cali      | Colombia            | 2003-2004           | 0     |
| Atlético Huila      | Colombia            | 2005                | 0     |
| Pumas de Casanare   | Colombia            | 2005                | 0     |
| Deportivo Cali      | Colombia            | 2006                | 2     |
| Santa Fe            | Colombia            | 2007                | 4     |
| Deportivo Cali      | Colombia            | 2008                | 2     |
| Bogotá F. C.        | Colombia            | 2008                | 0     |
| Boyacá Chicó        | Colombia            | 2009-2010           | 30    |
| Deportivo Cali      | Colombia            | 2011                | 1     |
| Once Caldas         | Colombia            | 2012                | 3     |
| Deportivo Pasto     | Colombia            | 2013                | 3     |
| Deportes Copiapó    | Chile               | 2014                | 5     |
| Unión Magdalena     | Colombia            | 2015                | 3     |
| Sport Boys          | Bolivia             | 2016                | 0     |
| Cortuluá            | Colombia            | 2017-2018           | 0     |
| Cultural Santa Rosa | Perú                | 2018                | 4     |
| Total en su carrera | Total en su carrera | Total en su carrera | 57    |

## Estadísticas
| Club                    | Div.       | Temporada | Liga  | Liga  | Copa Nacional | Copa Nacional | Copa Internacional | Copa Internacional | Total | Total |
| Club                    | Div.       | Temporada | Part. | Goles | Part.         | Goles         | Part.              | Goles              | Part. | Goles |
| ----------------------- | ---------- | --------- | ----- | ----- | ------------- | ------------- | ------------------ | ------------------ | ----- | ----- |
| Boyacá Chicó · Colombia |            |           |       |       |               |               |                    |                    |       |       |
| 1.ª                     | 2009       | 31        | 11    | 4     | 4             | 6             | 2                  | 41                 | 17    |       |
| 1.ª                     | 2010       | 32        | 12    | 1     | 1             | -             | -                  | 33                 | 13    |       |
| Total club              | Total club | 63        | 23    | 5     | 5             | 6             | 2                  | 74                 | 30    |       |